# Surcompensation et sous-compensation démographique
L'homme s'intéresse depuis longtemps à l'évolution démographique des populations[non pertinent]. En effet, les populations répondent à des dynamiques avec des phénomènes de sous-compensation et de surcompensation démographique[C'est-à-dire ?]. Comprendre cette dynamique a une utilité pour beaucoup d'applications tels que l'écologie, la gestion, la conservation... Pour cela, il est fait appel à des modèles. 
Selon Darwin une population ne peut pas croître de façon exponentielle indéfiniment comme prévu par Malthus. Il faudra attendre le modèle de Verhulst pour prendre en compte la limitation des ressources. La population sera limitée et régulée autour d'une densité à l'équilibre (K, la capacité biotique) par sa capacité à réduire la densité lorsque celle-ci dépasse un certain seuil et au contraire à l'accroître quand elle se situe en-dessous. On peut expliquer les phénomènes de densité dépendance par la limitation en nourriture, en eau, en espace, l'augmentation de la prédation et de la compétition, le manque de refuge, l'entraide, la coopération, la facilitation, etc.

## Modèles

### Modèle de Malthus, dynamique des populations densité indépendante
Thomas Robert Malthus (1766-1834), un économiste britannique, proposa un modèle en 1798 afin de décrire la dynamique des populations. Son modèle prévoit que la croissance de la population dépend seulement de l’environnement, et pas de la densité de la population. Cela est traduit par l’équation suivante :  
N(t+1) = R.N(t) + N(t) 
avec : 
- N(t) : la densité de la population à un temps t
- N(t+1) : la densité de la population au temps t+1
- R le taux intrinsèque d’accroissement de la population
- R = taux de natalité – taux de mortalité

Ce modèle prédit qu’une population croît de façon exponentielle si R>0 (et décroît de façon exponentielle si R<0).
La solution de cette équation est :
N(t) = λt . N0
- Avec λ = R+1

C’est donc bien une dynamique densité indépendante car λ est indépendant de N.
Remarque :
En temps continu, cette équation devient :
{\displaystyle {\frac {dN(t)}{dt}}=r.N(t)}
avec :
- r = le taux d’accroissement de la population

La solution est :
N(t) = N0.ert
Limites du modèle :
Le modèle ne prend pas en compte les interactions avec le milieu, les interactions entre les individus de la population, et la capacité du milieu à soutenir une croissance exponentielle. 
Ce modèle pourrait convenir pour des populations isolées de bactéries sur un intervalle de temps court, mais ne convient pas pour des populations interagissant avec leur environnement biotique et abiotique.

### Modèle de Verhulst, dynamique densité dépendante
Pierre François Verhulst (1804-1849) proposa un nouveau modèle en 1838 en s’inspirant de celui de Malthus. Ce modèle prend en compte la compétition pour les ressources entre les individus de la population.
Il existe deux types de compétitions intraspécifiques : la compétition symétrique et la compétition asymétrique.
- La compétition asymétrique est la plus fréquente ; elle concerne les populations hiérarchisées, avec des individus dominants. On dit qu’il y a une compétition de type contest.
- La compétition symétrique concerne les populations sans individus dominants (par exemple des herbivores). La ressource est accessible de façon égale entre les concurrents de sorte que la quantité de nourriture par individu décline avec l'augmentation de la densité de la population. La compétition est alors de type scramble.

Ainsi pour Verhulst, au-delà d’une certaine densité de la population, des facteurs environnementaux (limitation des ressources, limitation de l’espace disponible…) freinent la croissance de cette population. Le taux d’accroissement de la population (R) n’est donc plus le même quelle que soit la taille de la population, au contraire il en dépend. La dynamique de la population est donc densité dépendante :
- Les populations de petites tailles auraient tendance à croître.
- Plus les populations seraient de densité importante, plus leur taux de mortalité augmenterait.

L’équation correspondant au modèle de Verhulst est :
{\displaystyle {\frac {dN}{dt}}=rN.(1-{\frac {N}{K}})}
La capacité de charge du milieu K est introduit.
Ainsi pour N>K la population décroît, et pour N<K la population croît.
La solution de l’équation est :
N(t) = {\displaystyle {\frac {K}{1+({\frac {K-N_{0}}{N_{0}}})e^{rt}}}}
Le taux d’accroissement de la population décroît quand la densité de la population augmente (les individus commencent à entrer en compétition pour les ressources). Pour des densités initiales très fortes, le taux d’accroissement devient même négatif : la densité de la population décroît. Ces phénomènes sont la sous-compensation et la surcompensation démographique.

## Sous-compensation et surcompensation
Une population est dite densité dépendante quand la densité de cette dernière a un impact sur son taux de croissance. On parle de densité dépendance négative lorsque l’augmentation de la densité initiale d’une population engendre une diminution de son taux de croissance et a donc un impact négatif sur la reproduction et la survie de celle-ci. En effet, l’augmentation de la densité peut avoir un impact sur l’augmentation de la prédation, du parasitisme et de la compétition c’est-à-dire l’augmentation des conflits pour l’accès aux ressources telles que la nourriture, le territoire, partenaires sexuels… 
Les interactions entre les membres d’un groupe ne sont pas toujours négatives. Dans beaucoup de cas la coopération (chasse en groupe, construction de niches, …) ou la facilitation aboutissent à des interactions positives entre les membres de la population. La densité dépendance positive a lieu quand le taux d’accroissement ainsi que la densité augmentent. A de faibles effectifs de population on parle également d'effet Allee en référence au premier écologiste ayant étudié ce phénomène. De plus il est nécessaire de préciser que cet effet ne s'opère qu'à effectif restreint.
Il est important de noter qu’un facteur peut-être densité dépendant pour une faible densité et ne pas l’être pour une densité plus importante et inversement.
Prenons l’exemple de la compétition intraspécifique : à faible densité les individus n’interféreront pas les uns avec les autres (on parlera de densité indépendance), mais si la densité augmente les ressources se faisant plus rares, engendreront l'apparition d’une densité dépendance négative.
En 1953, F. Neave[réf. incomplète] définit comme compensatoire un mécanisme où la mortalité varie dans le même sens que la densité. On définit alors la sous-compensation comme tout phénomène densité dépendant pour lequel malgré une augmentation du taux de mortalité (ou une diminution du taux de natalité ou de croissance), l’augmentation de la densité initiale mène à une (légère) augmentation de la densité finale. A contrario, la surcompensation est un phénomène densité dépendant si important, que des augmentations initiales de la densité engendrent à terme des diminutions de la densité de la population.
On peut donc définir la surcompensation comme un phénomène densité dépendance négative où la densité finale diminue alors que la densité initiale augmente, cela s'explique par un taux de mortalité qui augmente également ; de la même manière, la sous-compensation quant à elle voit son taux de mortalité augmenter avec la densité initiale mais la survie reste constante.
- Si vous ne connaissez pas le sujet, laissez ce bandeau (vous pouvez alors contacter les auteurs).
- Si vous supprimez le contenu mis en cause (vous pouvez préalablement contacter les auteurs),

argumentez précisément cette suppression dans la page de discussion
(un manque de référence n'est pas un argument ; une recherche réelle de référence doit avoir été effectuée, être formellement documentée).
Afin d’illustrer ces phénomènes prenons l’exemple des œufs de charançon (Trobolium confusium), un insecte qui pond à l’intérieur des grains de céréales ravageant les cultures céréalières. On place dans différents tubes des nombres distincts d’œufs de charançon, avec des quantités identiques de nourriture dans chaque tube. On évalue les taux de survie et la densité d’individus survivants dans chaque tube à la fin de leur développement en fonction de la densité initiale d’œufs.
Pour des densités initiales faibles d’œufs, les ressources étant suffisantes pour le bon développement de tous les œufs, le taux de mortalité resté constant dans les différents tubes, autrement dit le nombre d’individus morts et le nombre d’individus survivants varient linéairement avec l’augmentation de l’effectif initiale. Nous sommes donc dans le cas d’un taux de mortalité densité indépendant, ce qui correspond à la partie 1 des courbes[Lesquelles ?].
Mais vient un moment ou le taux de mortalité va devenir densité dépendant, effectivement à partir d’une certaine densité, que l’on qualifiera d’ « intermédiaire », le taux de mortalité se met à augmenter avec la densité (dû à une accélération du nombre de morts) avec la densité initiale, on parle de densité dépendance négative, le nombre de survivant quant à lui tend au plafonnement. Ceci correspond à la seconde partie des courbes, c’est la sous-compensation démographique (due à la compétitivité pour les ressources).
Pour de très forte densités, on note un renforcement de la densité dépendance négative sur la mortalité, mais contrairement au densité intermédiaire, le nombre de survivant diminue et la densité finale chute lourdement. On parle alors de surcompensation démographique.

## Conséquences et solutions préventives

### Conséquences théoriques
Au sein d'une forêt, les populations végétales sont soumises à deux types de compétition intraspécifique  qui constitue la théorie d'autocontrôle des populations, développée par Verhulst[réf. souhaitée] :
- « Scramble competition » ou compétition par mêlée, dite symétrique.
- « Contest competition » ou compétition par concours, dite asymétrique.

Mais à ses mécanismes de compétition s'ajoute l'activité humaine. En effet, les prélèvements réalisés par l'Homme sans une bonne gestion peuvent engendrer de gros impacts sur les densités de populations. Pour minimiser son impact, l'Homme peut utiliser les phénomènes compensatoires afin de :
- maintenir les densités de population à l'équilibre
- maximiser son rendement
- maximiser les bénéfices économiques

On appelle ce point d'équilibre le MSY ou Maximum Sustainable Yield (rendement à l'équilibre maximal).

### Gestion des populations sauvages
Les limites de ce modèle mathématique sont réelles, nous nous appuierons sur l'exemple de l'exploitation du bois de rose sur l'île de Madagascar, qui est actuellement hors gestion. La demande croissante du marché chinois concernant ce bois a explosé et a un impact dramatique sur les conditions d'exploitation de la forêt malgache. Une mafia s'est mise en place, exploitants les populations locales très pauvres et en généralisant les prélèvements de bois de rose dans les zones protégées de l'île. Les ressources sont communes mais les bénéfices (gains-coûts) sont personnels, c'est un cas dit de tragédie des communs qui décrit la compétition inévitable pour l'accession à une ressource limitée, engendrant finalement un épuisement de la ressource par surexploitation et un statut « perdant » pour les deux parties concernées.  
À long terme cette exploitation, non gérée, conduit à la disparition de la ressource, ce qui pourrait être évité par l'utilisation de La théorie des jeux qui consiste à prévoir de façon mathématique une stratégie optimale pour tous les partis concernés.  
Ce phénomène est amplifié par les pressions économiques des marchés financiers, plus la ressource se raréfie, plus son prix augmente. Les phénomènes de compensation démographique deviennent impuissantes à maintenir une densité de population à un équilibre dit stable. La solution serait de passer d'un comportement égoïste à un comportement de groupe, comme le décrit l'équilibre de Nash (1950), situation dans laquelle les bénéfices de l'action commune sont plus importants que les bénéfices d'actions solitaires.

### Gestion des populations cultivées
On a observé qu'à partir d'un certain seuil, malgré un nombre croissant de graines semées, la productivité n'augmentait plus, autrement dit le rendement devenait indépendant de la densité. La biomasse augmentait de telle façon que les individus entraient en compétition, que les conditions devenaient moins propices au développement des générations suivantes et que le rendement finissait par baisser, c'est ce qu'on appelle la loi de rendement final constant. Plus d'individus signifie aussi moins de risque d'un faible rendement en cas de maladies ou d'attaques de ravageurs de cultures mais la productivité n'atteignait pas les espérances escomptées. C'est le bilan fait à la suite des cultures dites intensives et non durables. 
On peut voir qu'une bonne politique de gestion peut engendrer de bons rendements et donc des bénéfices importants et cela sur le long terme contrairement à une exploitation en libre service qui mène à plus ou moins longue échéance à l'épuisement de la ressource. 
Pour cela, les quotas de prélèvement sont prédits mathématiquement afin d'atteindre le MSY (expliqué précédemment) et ainsi minimiser l'impact de l'Homme en adaptant l'effort et maximiser les bénéfices sur le long terme, grâce à l'équation :
B(E) = p.Y - cE
Avec :
- B : le bénéfice
- p : le prix
- Y : les captures
- c : le coût pour 1 unité d'effort

Le but étant de diminuer l'effort afin de maximiser les bénéfices et de le faire tendre vers E(MEY) qui est l'effort pour maximiser le champ économique signifiant le passage de l'égoïsme à une gestion de groupe. 
Un exemple de gestion durable : l'exploitation forestière française[réf. nécessaire].